# Сунгир

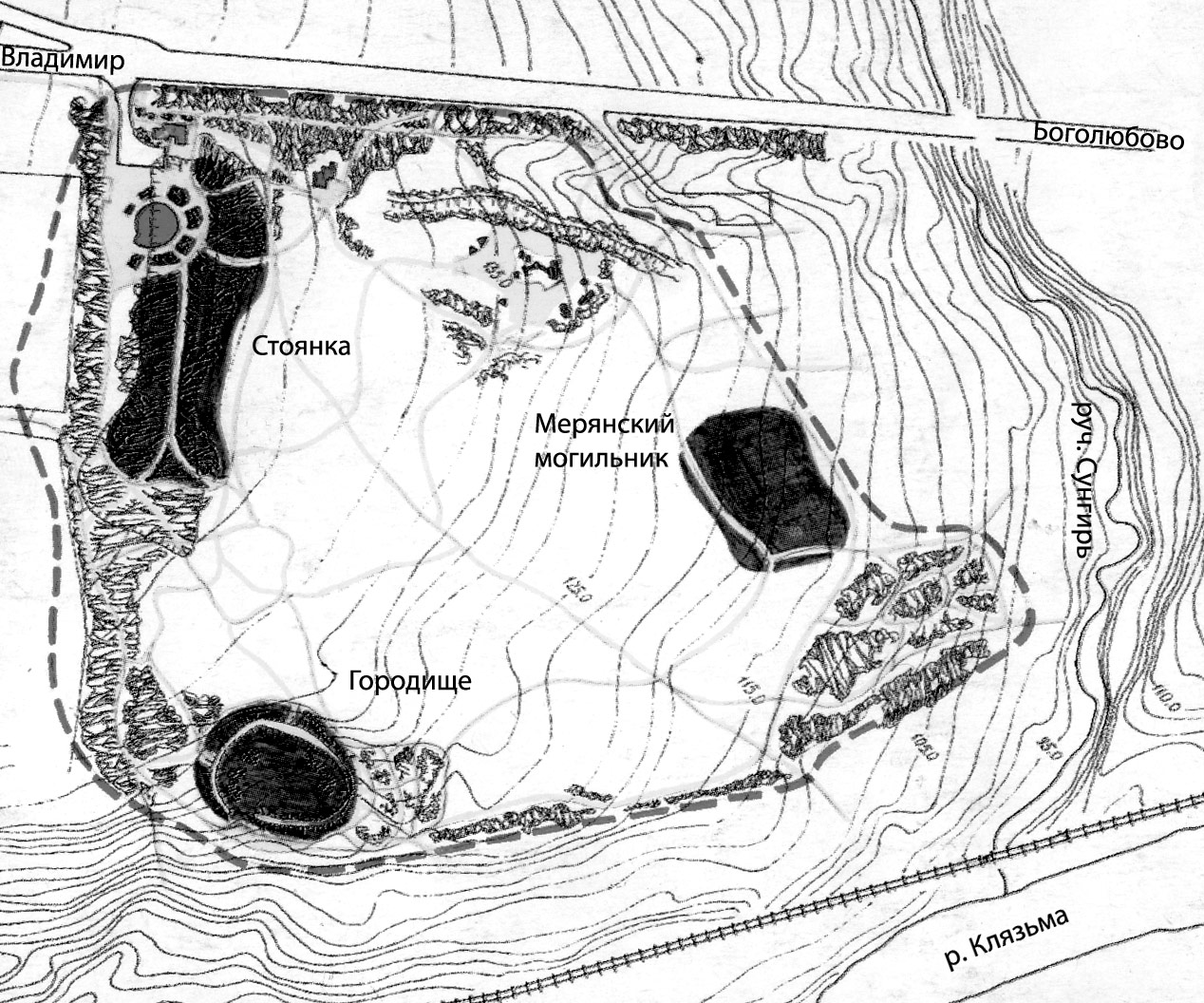
Мапа палеолітичної стоянки

56°10′33″ пн. ш. 40°30′33″ сх. д. / 56.17583333° пн. ш. 40.50916667° сх. д.

Сунги́р — палеолітична стоянка в межах сучасного міста Владимир, село Боголюбове (Росія) біля впадіння Сунгиру до Клязьми. Знайдена при побудові заводу у 1955 році. Знахідки палеолітичної стоянки датуються 24 000 — 22 000 роками до нашої ери й належить до епохи брянського потепління, що тривало 30 000 — 24 000 років тому. Знахідки належать до стрілецької культури людей з південних гір.
Також на території 70 гектарів перебувають 4 пам'ятки:
- палеолітичний Сунгир,
- слов'янське городище,
- мерянське селище й могильник.

## Історія дослідження
Розкопки почалися ще в 1950-х роках Отто Миколаєвичем Бадером (1903—1979). У 1964 році вдалося знайти поховання. Тут дуже добре були помітні сліди сильного похолодання і заледеніння у Східній Європі. Палеолітичний горизонт був перекритий 4-метровим шаром глини.
Розкопки 2006 року у шарах на глибині 5 м, що має вік 70 000 років, знайдена кість мамута, що зазнала людської обробки. Результати розкопок потребують подальшого вивчення.

## Поховання
Сунгир відома своїми похованнями:
- 40-50-річного чоловіка (так званий Сунгир-1);
- хлопчиків 12-14 років (Сунгир-2) та 9-10 років (Сунгир-3, який спочатку вважався дівчинкою), що лежали головами один до одного.

### Сунгир 1
Знайдений представник Homo sapiens, європеоїд, з деякими монголоїдними рисами, віком 55 — 57 років. Зріст 176 — 177 см. Мав підборіддя сучасної людини. Чоловік мав широкі плечі, арктичний тип будови тіла, та разом з тим пропорції фігури мешканця півдня, через що дослідники зробили висновок — люди, що жили на Сунгирській стоянці, прийшли з південних гір. Був фізично розвинений, мав добру мускулатуру, всі зуби цілі. Всі груди похованого вкриті гірляндами із тисяч щільно спресованих одна до одної пласких намистин. Деякі намистини більші (діаметром до 1 см). На руках ряди браслетів теж з бивня мамута. Широкі пластини обіймають усю руку. На правій ледве вище ліктя три ряди браслетів, ліворуч — 2 ряди. На ногах теж браслети з бивня мамута. Праворуч і ліворуч густі смуги вохри: у ніг, біля стегна (вочевидь, накопичилась у складках одягу). Між ніг і стегон ряди намиста з бивня мамута вказують на сліди одягу. Нарости на черепі, після ретельних досліджень, виявилися прикрасами головного убору — ряди просвердлених іклів оперізують череп зверху.

### Сунгир 2 та 3
У 1969 році на стоянці виявлені ще поховання. В одному з них поховані лежали головами один до одного, а ногами в протилежні сторони. Крім прикрас, у могилу їм були покладені списи (довжиною 1,7 і 1,1 м), вирізані із цільного бивня мамута. Одяг підлітків був обшитий намистом з кістки мамута (до 10 тисяч штук), що дозволило реконструювати їх одяг (він виявився схожим на вбрання сучасних північних народів); крім того, в могилах були браслети та інші прикраси з мамутової кістки. Поховання були присипані вохрою.

### Сунгир 6
В 2017 році, ДНК аналіз особи з середньовічного періоду Сунгир 6 (730-850 років тому) показав приналежність до міто-ДНК гаплогрупи W3a1 а також Y-ДНК гаплогрупи I2a1b2 (I-A16681).

## Наукові дослідження
Дієта тогочасної людини не лімітувалась тільки м'ясом, але навпаки була досить різноманітною. Головним заняттям сунгирців було полювання на мамутів, північних оленів, бізонів, коней, вовків і росомах. Чоловік і двоє дітей, що знайдені на стоянці виявились родичами. Усього знайдено шість кістяків.